# Gyōbu-shō
Le ministère de la Justice (pré-moderne) (刑部省, Gyōbu-shō) est une division du gouvernement japonais du VIIIe siècle de la cour impériale de Kyoto, institué à la période Asuka et formalisé au cours de l'époque de Heian. Le ministère est remplacé pendant l'ère Meiji.  

## Présentation générale
La nature du ministère est modifiée en réponse à l'évolution des temps. Le cadre des activités du Gyōbu-Sho englobe par exemple :
- administration et conduite des procès[2]
- surveillance de la détermination de la sévérité des peines[2]
- réglementation de l'imposition des amendes, des emprisonnements et de la servitude pénale[2]

## Histoire
Les fonctions, les responsabilités et l'orientation du ministère évoluent au fil du temps. Les lois relevant du système ritsuryō sont interprétées et appliquées par les bureaucraties qui distinguent la peine (gyōbushō) et la censure (danjodai). Elles sont confondues en 1871 lorsque le Ministère de la Justice (司法省, shihōshō) est établi sous la Constitution de l'empire du Japon.  

## Hiérarchie
Le ministère de la Justice réunit un système judiciaire et de la gestion du système pénal.  
Les principaux fonctionnaires du ritsuryō au sein de la structure du ministère sont :
- chief administrator of the Ministry of Justice (刑部卿, Gyōbu-kyō?)[5]
- Premier adjoint au chef du ministère de la Justice (刑部大輔, Gyōbu-taifu?)[5]
- Second adjoint au chef du ministère de la Justice (刑部少輔, Gyōbu-shō?)[6]
- Sous-secrétaire senior du ministère de la Justice (刑部丞, Gyōbu-no-jō?)[6]
- Sous-secrétaire suppléant du ministère de la Justice (刑部録, Gyōbu-no-sakan?), deux postes[6]
- Juge en chef (大判事, Dai-hanji?). Il existe trois catégories de fonctionnaires sous le contrôle du juge en chef[6]
- Premiers assistants du juge en chef (中判事, Chū-hanji?)[6]
- Seconds assistants du juge en chef (少判事, Shō-hanji?)[6]
- Assistants suppléants du juge en chef (判事属, Hanji-no-sakan?)[6]
- Directeur de prison (囚獄正, Shūgoku-no-kami?)[6]
- Premier assistant au directeur de prison (囚獄佑, Shūgoku-no-jō?)[6]
- Assistant suppléant au directeur de prison (囚獄令史, Shūgoku-no-sakan?)[6]

## Source de la traduction
- (en) Cet article est partiellement ou en totalité issu de l’article de Wikipédia en anglais intitulé « Ministry of Justice (pre-modern) » (voir la liste des auteurs).